# Magyar labdarúgó-bajnokság (harmadosztály – Alföld csoport)
A magyar labdarúgó-bajnokság harmadosztálya hat csoportból áll területi felosztás alapján. Az Alföld-csoport, a Duna-csoport, és a Tisza-csoport 16 csapatot, míg a Bakony-csoport, a Dráva-csoport, és a Mátra-csoport 15 csapatot foglal magába. A feljutások és kiesések miatt gyakori, hogy bizonyos csapatok az aktuális új szezont már másik csoportban kezdik meg.

## A 2011–2012-es szezon

### Csapatok
Az alábbi csapatok alkotják az Alföld-csoportot a 2011–2012-es szezonban. A csapatok fele Pest megyei, rajtuk kívül három Csongrád megyei, két-két Békés megyei és Jász-Nagykun-Szolnok megyei, illetve a Kecskeméti TE második számú csapata szerepel Bács-Kiskun megyéből.
| A csapat neve | A csapat székhelye | Megye                      | Előző évi helyezés              |
| --- | ------------------ | -------------------------- | ------------------------------- |
| Csepel FC | Budapest           | Pest megye                 | Alföld-csoport - 6.             |
| Dunaharaszti MTK | Dunaharaszti       | Pest megye                 | Duna-csoport - 3.               |
| FC Dabas | Dabas              | Pest megye                 | Alföld-csoport - 7.             |
| Gyulai Termál FC | Gyula              | Békés megye                | Alföld-csoport - 4.             |
| Hódmezővásárhelyi FC | Hódmezővásárhely   | Csongrád megye             | Alföld-csoport - 10.            |
| Jánoshidai SE | Jánoshida          | Jász-Nagykun-Szolnok megye | Alföld-csoport - 11.            |
| Kecskeméti TE II | Kecskemét          | Bács-Kiskun megye          | Alföld-csoport - 9.             |
| Makói FC | Makó               | Csongrád megye             | NB II – Keleti csoport - 15.    |
| Monor SE | Monor              | Pest megye                 | Mátra-csoport - 10.             |
| Pilissport-Spartacus | Pilisvörösvár      | Pest megye                 | Pest megyei I. osztály - 10.(1) |
| Szarvasi FC | Szarvas            | Békés megye                | Alföld-csoport - 12.            |
| Szolnoki MÁV FC II | Szolnok            | Jász-Nagykun-Szolnok megye | Alföld-csoport - 5.             |
| Tápiószecső FC | Tápiószecső        | Pest megye                 | Pest megyei I. osztály - 2.(2)  |
| Tisza Volán SC | Szeged             | Csongrád megye             | Alföld-csoport - 8.             |
| Tököl VSK | Tököl              | Pest megye                 | Alföld-csoport - 1.(3)          |
| Üllő SE | Üllő               | Pest megye                 | Pest megyei I. osztály - 1.     |
| (1)A Pilisvörösvári LSE a Szolnoki Spartacustól vásárolta meg az indulási jogot, s Pilissport-Spartacus néven vesz részt az Alföld-csoport küzdelmeiben. |                    |                            |                                 |
| (2)A Tápiószecső FC az MLSZ Versenybizottságának döntése értelmében felkérést kapott a nevezésre, s a csapat élt a lehetőséggel.                         |                    |                            |                                 |
| (3)A Tököl VSK nem kapta meg a licencet az NB II-ben való induláshoz, így ebben a szezonban is az Alföld-csoportban szerepel.                            |                    |                            |                                 |

### A bajnokság állása
| #   | Csapat neve          | Mérkőzés | Győzelem | Döntetlen | Vereség | Lőtt gólok | Kapott gólok | Gólkülönbség | Pontszám |
| --- | -------------------- | -------- | -------- | --------- | ------- | ---------- | ------------ | ------------ | -------- |
| 1.  | Dunaharaszti MTK     | 17       | 9        | 6         | 2       | 25         | 15           | 10           | 33       |
| 2.  | Tököl VSK            | 18       | 9        | 4         | 5       | 33         | 23           | 10           | 31       |
| 3.  | Gyulai Termál FC     | 18       | 8        | 5         | 5       | 30         | 17           | 13           | 29       |
| 4.  | Soroksár SC          | 17       | 8        | 5         | 4       | 26         | 17           | 9            | 29       |
| 5.  | Monor SE             | 17       | 8        | 4         | 5       | 31         | 20           | 11           | 28       |
| 6.  | Nagykőrösi Kinizsi   | 17       | 7        | 5         | 5       | 30         | 30           | 0            | 26       |
| 7.  | FC Dabas             | 18       | 7        | 3         | 8       | 31         | 29           | 2            | 24       |
| 8.  | Mórahalom VSE        | 17       | 7        | 3         | 7       | 26         | 24           | 2            | 24       |
| 9.  | Üllő SE              | 16       | 7        | 2         | 7       | 26         | 35           | -9           | 23       |
| 10. | Tisza Volán SC       | 17       | 6        | 3         | 8       | 15         | 22           | -7           | 21       |
| 11. | Kecskeméti TE II     | 18       | 6        | 4         | 8       | 30         | 31           | -1           | 22       |
| 12. | Vecsési FC 1991      | 18       | 5        | 4         | 9       | 29         | 38           | -9           | 19       |
| 13. | Makó FC              | 17       | 3        | 9         | 5       | 20         | 24           | -4           | 18       |
| 14. | Hódmezővásárhelyi FC | 17       | 0        | 5         | 12      | 10         | 37           | -27          | 5        |

Az alábbi táblázat az Alföld-csoport állását mutatja 18 fordulót követően. Az NB III 6 csoportgyőztese osztályozót játszik a két NB II-es csoport 6-8. helyezettjeivel a feljutásért. A 2-5. helyezettek és a két legjobb 6. helyezett maradnak az NB III-ban. A 7-14. helyezettek és a négy legrosszabb 6. helyezett kiesnek az NB III-ból.